# A・O・スコット
アンソニー・オリヴァー・スコット（Anthony Oliver Scott、1966年7月10日 - ）は、アメリカ合衆国のジャーナリスト、映画評論家である。『ニューヨーク・タイムズ』にて、マノーラ・ダルジスと共に映画評論長をしている。

## 生い立ち
歴史家の両親の間に生まれた。母はプリンストン高等研究所のジョーン・スコット、父はニューヨーク市立大学のドナルド・スコットである。また、俳優のイーライ・ウォラックは大甥である。

## キャリア
『The New York Review of Books』でロバート・B・シルヴァーズのアシスタントをしてキャリアが始まった。その後、Newsdayで書評をしたり、『The New York Review of Books』、『Slate』に寄稿した。
2000年1月、ジャネット・マスリンがニューヨーク・タイムズ紙の映画評論を辞めると、スコットが同紙所属となった（マスリンは書評の方は続けた）。2004年、エルヴィス・ミッチェルが同紙を降りた後はスコットが評論家長となった。また彼は『タイムズ』での映画評論の他に、『Critics' Picks』というビデオ・ポッドキャストも配信している。

## トップテンリスト
以下はスコットが毎年発表している年間トップテンの一覧である。
|    | 2006                                            | 2007                                                                                  | 2008                                                        | 2009                                      | 2000年代                       | 2010                                            |
| -- | ----------------------------------------------- | ------------------------------------------------------------------------------------- | ----------------------------------------------------------- | ----------------------------------------- | ------------------------------ | ----------------------------------------------- |
| 1  | 『硫黄島からの手紙』                            | 『4ヶ月、3週と2日』                                                                   | 『ウォーリー』                                              | 『かいじゅうたちのいるところ』            | 『ウォーリー』                 | 『インサイド・ジョブ 世界不況の知られざる真実』 |
| 2  | 『パンズ・ラビリンス』                          | 『レミーのおいしいレストラン』                                                        | Silent Light                                                | 『ハート・ロッカー』                      | 『A.I.』                       | 『トイ・ストーリー3』                           |
| 3  | 『ある子供』                                    | 『スウィーニー・トッド フリート街の悪魔の理髪師』 『ゼア・ウィル・ビー・ブラッド』    | The Secret of the Grain                                     | 『夏時間の庭』                            | 『ブロークバック・マウンテン』 | 『コードネーム: カルロス 戦慄のテロリスト       |
| 4  | 『デイズ・オブ・グローリー』                    | 『アイム・ノット・ゼア』                                                              | 『マン・オン・ワイヤー』                                    | 『マイレージ、マイライフ』                | 『戦場のピアニスト』           | 『SOMEWHERE』                                   |
| 5  | 『リトル・ミス・サンシャイン』                  | No End in Sight                                                                       | 『そして、私たちは愛に帰る』                                | 『ブライト・スター いちばん美しい恋の詩』 | 『かいじゅうたちのいるところ』 | 『キッズ・オールライト』                        |
| 6  | 『百年恋歌』                                    | 12:08 East of Bucharest Live-In Maid                                                  | 『ハッピー・ゴー・ラッキー』                                | 『ゴモラ』                                | The Best of Youth              | 『ベン・スティラー 人生は最悪だ!』              |
| 7  | 『バーチ通り51番地 〜理想の両親が隠した秘密〜』 | 『イントゥ・ザ・ワイルド』 『潜水服は蝶の夢を見る』                                   | 『ウェンディ&ルーシー』                                     | 『プレシャス』                            | 『4ヶ月、3週と2日』            | 『127時間』                                     |
| 8  | 『ボルベール〈帰郷〉』                          | 『善き人のためのソナタ』 『フィクサー』                                               | 『ミルク』                                                  | 『素敵な人生の終り方』                    | 『エターナル・サンシャイン』   | 『最後の帰郷列車』                              |
| 9  | 『リトル・チルドレン』                          | 『マイ・ライフ、マイ・ファミリー』 『アウェイ・フロム・ハー君を想う』                 | 『レイチェルの結婚』                                        | 『アバター』                              | 『25時』                       | 『シークレット・サンシャイン』                  |
| 10 | 『今宵、フィッツジェラルド劇場で』              | 『無ケーカクの命中男/ノックトアップ』 『JUNO/ジュノ』 『スーパーバッド 童貞ウォーズ』 | 『キャデラック・レコード 音楽でアメリカを変えた人々の物語』 | 『グッバイ ソロ』                         | 『ミリオンダラー・ベイビー』   | 『イグジット・スルー・ザ・ギフトショップ』      |